# لی وون-وو
لی وون-وو (انگلیسی: Lee Won-woo; ۱۹ اوت ۱۹۵۸ – ۲۴ مه ۲۰۰۴) بازیکن بسکتبال اهل کره جنوبی بود.
وی در مسابقات کشوری و بین‌المللی در مجموع برندهٔ ۳ مدال نقره، ۱ مدال برنز شده‌است.